# ヴァレンティン・カルヴァーリョ
ヴァレンティン・カルヴァーリョ（Valentin Carvalho、1558年 - 1631年）は、ポルトガルのイエズス会宣教師である。

## 経歴・人物
リスボンに生まれ、1576年に18歳でイエズス会士となる。1598年8月5日（慶長3年7月4日）に同じイエズス会士だったルイス・デ・セルケイラやイタリア人宣教師のアレッサンドロ・ヴァリニャーノらと共に来日し、長崎にて布教活動を行った。1601年（慶長6年）に一度日本を離れ、マカオにて同地のコレジオの院長を約8年間務める。
院長を離任した1609年（慶長14年）に再来日し、翌々年の1611年（慶長16年）にはイエズス会の第4代日本管区長を務めた。また1614年（慶長19年）には日本代理司教に任命されるが、同年に徳川家康から禁教令を発令された事により追放され再度マカオに戻される。後にイエズス会士がフランシスコ会士から中傷文書を受けた事により、カルヴァーリョはその弁駁書の作成にあたった。またこの頃にマカオへ渡航する日本人伝道士の修学を制限した事により、カルヴァーリョは離反を招いたとされている。1625年にポルトガル領インドに移り、1631年に同地のゴアにて死去した。